# .gi
.gi je vrhovna internetska domena (country code top-level domain - ccTLD) za Gibraltar. Domenom upravlja GibNet.

## Vanjske poveznice
- IANA .gi whois informacija  Arhivirana inačica izvorne stranice od 21. kolovoza 2008. (Wayback Machine)